# Igor Gorbunov
Igor Vladimirovich Gorbunov (tiếng Nga: Игорь Владимирович Горбунов; sinh ngày 20 tháng 9 năm 1994) là một cầu thủ bóng đá người Nga. Anh thi đấu cho FC Olimpiyets Nizhny Novgorod.

## Sự nghiệp câu lạc bộ
Anh có màn ra mắt tại Giải bóng đá chuyên nghiệp quốc gia Nga cho F.K. Dynamo Sankt Peterburg vào ngày 20 tháng 7 năm 2015 trong trận đấu với F.K. Khimki.

## Danh hiệu
- Giải bóng đá chuyên nghiệp quốc gia Nga Zone Ural-Povolzhye top scorer: 2016–17.[2]